# Mühlenteichpark (Hamburg-Wandsbek)

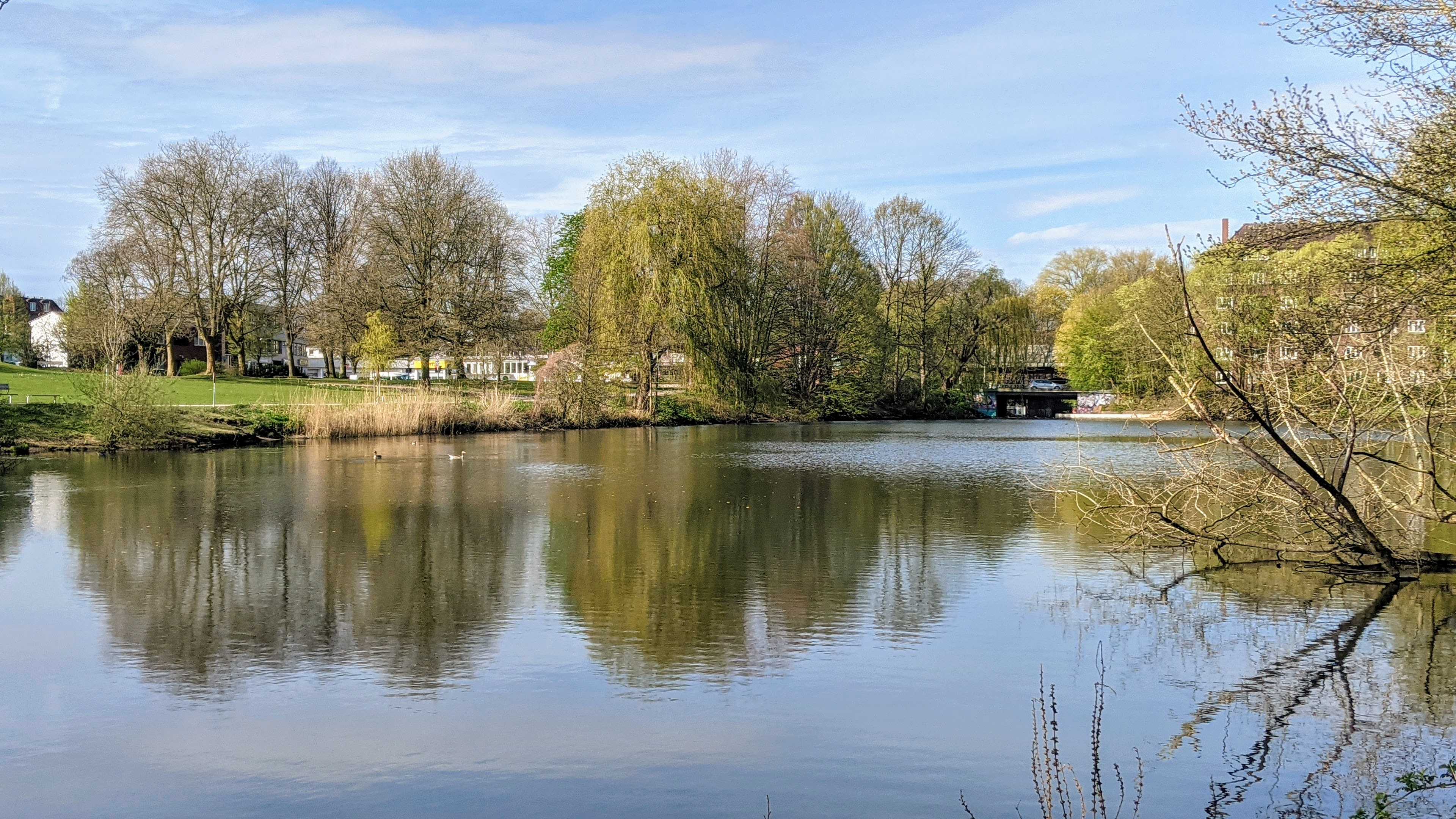
Mühlenteich mit neugestaltetem Südufer 2022

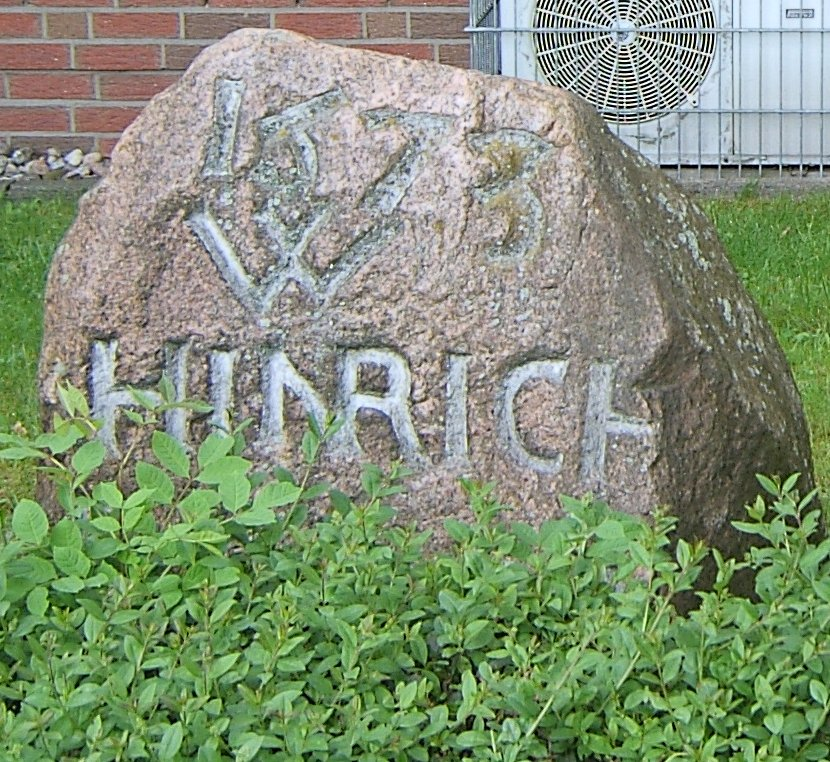
Der „Rantzaustein“ markierte einst die Grenze zwischen Wandsbek und Eilbek.

Der Mühlenteichpark ist eine circa drei Hektar große öffentliche Grünanlage im Hamburger Stadtteil Wandsbek. Er umschließt den historischen Mühlenteich im Verlauf der Wandse, der im 16. Jahrhundert vom damaligen Wandsbeker Gutsherrn Heinrich Rantzau für den Betrieb einer Wassermühle angelegt wurde. Die Anlage des Mühlenstaus führte seinerzeit zu Grenzstreitigkeiten mit dem Hamburger Heiligengeist-Hospital, dem die Nachbardörfer Eilbek und Barmbek gehörten, weil der aufgestaute Mühlenteich nicht nur Ländereien der Barmbeker Bauern, sondern auch eine wichtige Furt zwischen Barmbek und Wandsbek überschwemmte. An die Beilegung des Streites erinnert der sogenannte „Rantzaustein“, ein Grenzstein aus dem Jahre 1573 an der Einmündung des Eilbeker Weges in die Brauhaus- bzw. Mühlenstraße. Die später auch als Lohmühle genutzte Mühle bestand bis 1907 und brannte dann ab.
Der Park ist Teil eines Grünzuges entlang der Wandse, zu dem auch der Eichtalpark oder der Botanische Sondergarten Wandsbek gehören. Seit 2011 wird der Park schrittweise neu gestaltet und aufgewertet, u. a. durch den Bau eines neuen Kinderspielplatzes mit Spielhaus, die Aufstellung neuer Sitzbänke und neue Pflanzungen. Die Neugestaltung steht im Zusammenhang mit der Neubebauung des benachbarten „Brauhausviertels“, in dem anstelle der bisher dominierenden Gewerbenutzung zahlreiche neue Wohnungen entstehen.

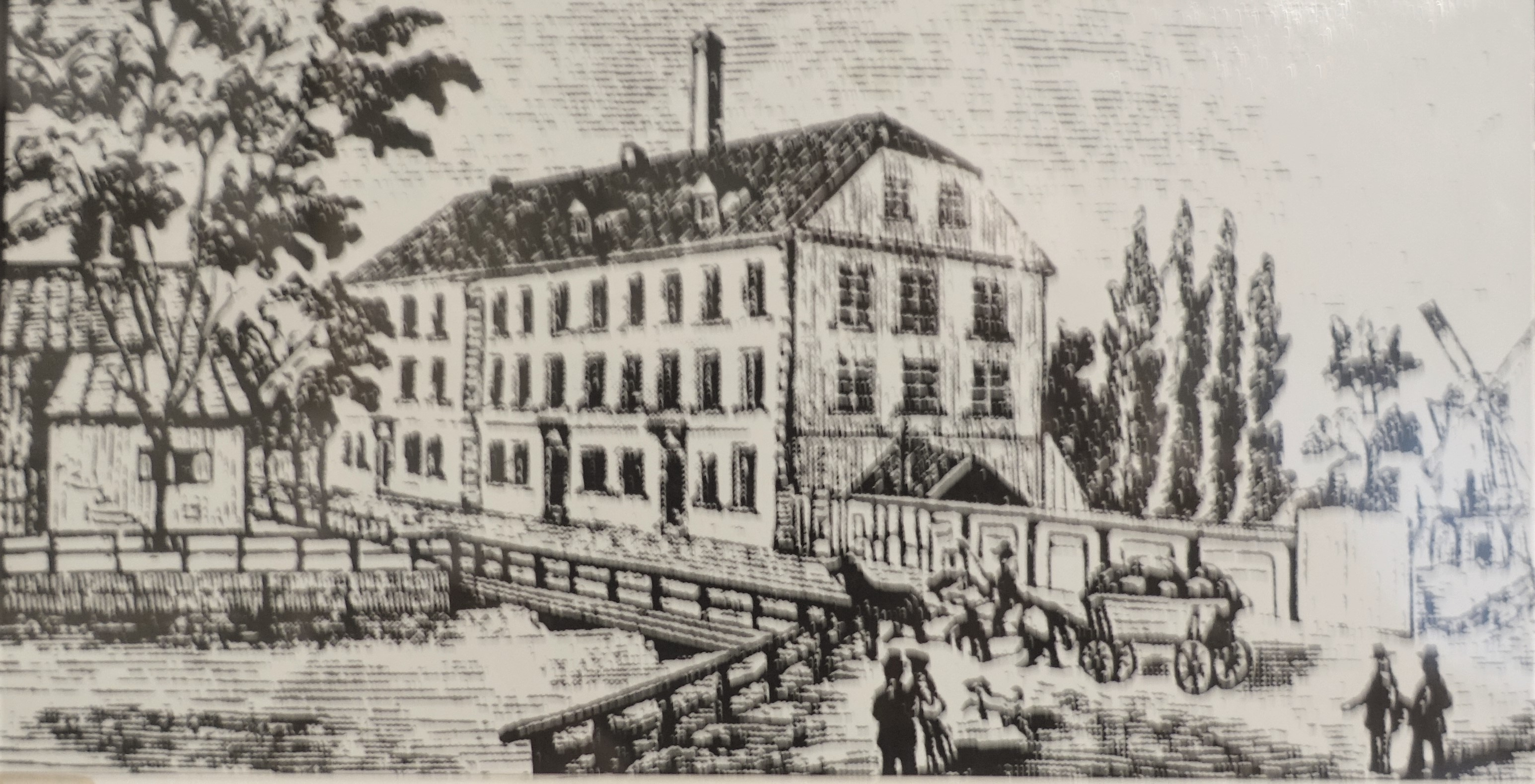
Ehemalige Rantzau-Mühle 1568–1907
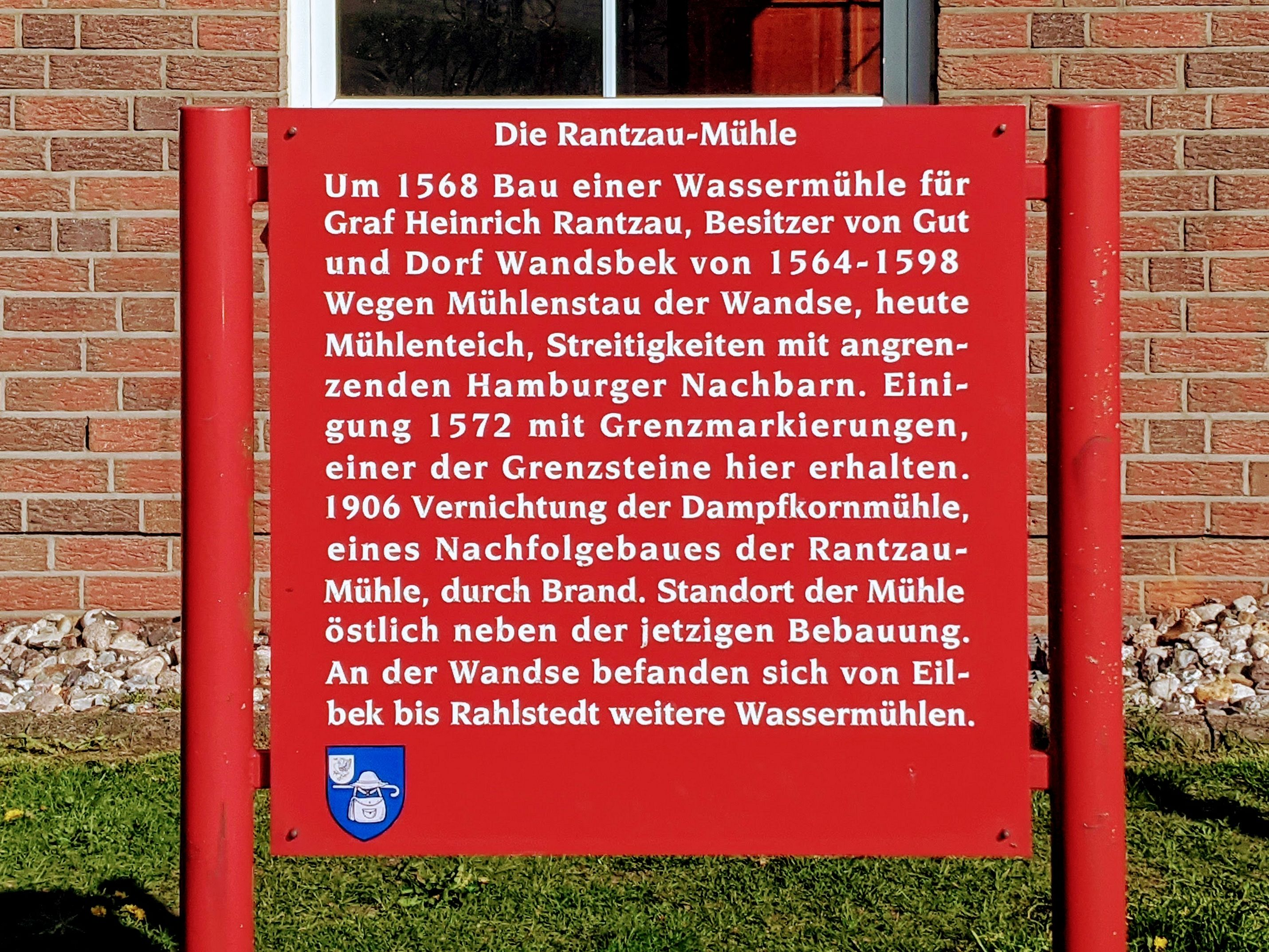
Gedenktafel zur Rantzau-Mühle und Rantzau-Stein
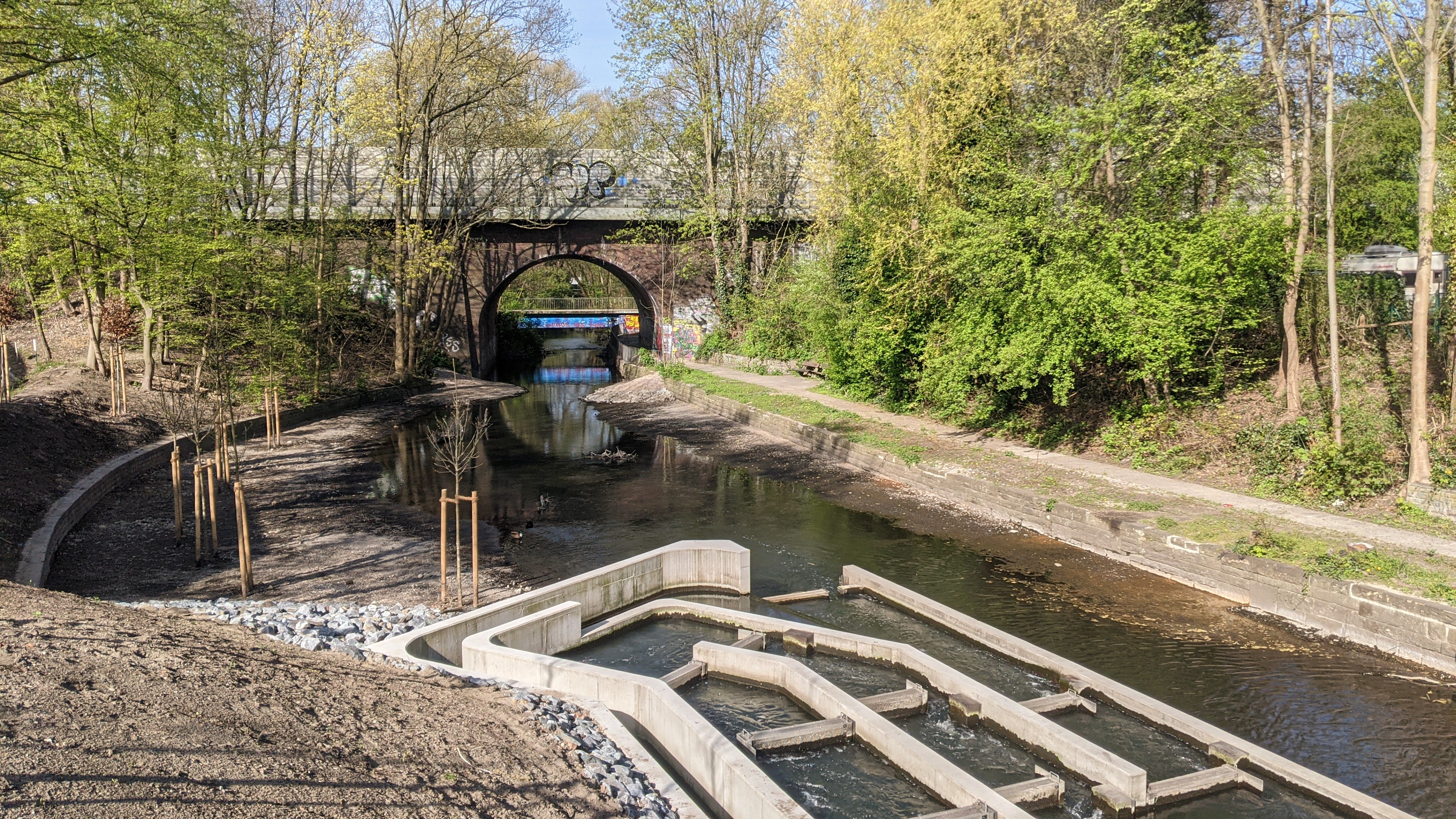
Fischtreppe hinter dem Mühlenwehr, im Hintergrund die S-Bahnbrücke